# Голавабука
Голавабука (словен. Golavabuka) — поселення в общині Словень Градець, Регіон Корошка, Словенія. Висота над рівнем моря: 1079,7 м.